# Ernst Hasler
Pour les articles homonymes, voir Hasler (homonymie).
Ernst Hasler, né le 21 avril 1945 à Langenthal est une personnalité politique suisse membre de l'Union démocratique du centre (UDC).

## Biographie
En 1995, il est élu au Conseil national.